# Ставотино (Ленинградская область)
Ставотино — деревня в Осьминском сельском поселении Лужского района Ленинградской области.

## История
Деревня Ставотино, состоящая из 51 крестьянского двора, упоминается на карте Санкт-Петербургской губернии Ф. Ф. Шуберта 1834 года.

СТАВОТИНО — деревня принадлежит её величеству, число жителей по ревизии: 153 м. п., 172 ж. п. (1838 год)

Деревня Ставотино из 51 двора отмечена на карте профессора С. С. Куторги 1852 года.

СТАВОТИНА — деревня Гдовского её величества имения, по просёлочной дороге, число дворов — 57, число душ — 159 м. п. (1856 год)

СТАВОТИНО — деревня удельная при озере безымянном, число дворов — 62, число жителей: 161 м. п., 183 ж. п.; Часовня православная. (1862 год)

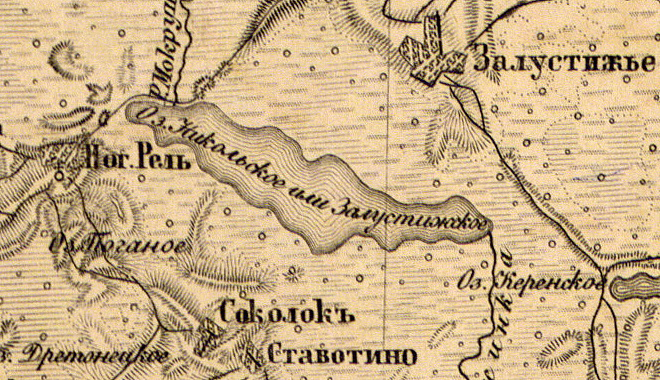
Деревня Ставотино на карте 1863 года

В XIX — начале XX века деревня административно относилась к Осьминской волости 2-го земского участка 1-го стана Гдовского уезда Санкт-Петербургской губернии.
По данным «Памятной книжки Санкт-Петербургской губернии» за 1905 год деревня Ставотино образовывала Ставотинское сельское общество.
С 1917 по 1919 год деревня Ставотино входила в состав Осьминской волости Гдовского уезда.
С 1920 года, в составе Ставотинского сельсовета Осьминской волости Кингисеппского уезда.
С 1924 года, в составе Лужницкого сельсовета.
С 1925 года, в составе Рельского сельсовета.

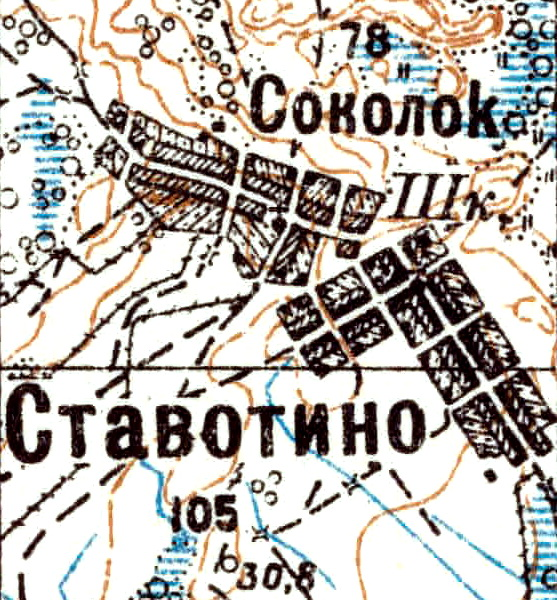
Деревня Ставотино карте 1926 года

Согласно топографической карте 1926 года деревня насчитывала 105 крестьянских дворов, в центре деревни находились школа и часовня, смежно с ней находилась деревня Соколок из 78 дворов.
С 1927 года, в составе Осьминского района.
В 1928 году население деревни Ставотино составляло 577 человек.
По данным 1933 года деревня Ставотино входила в состав Рельского сельсовета Осьминского района.
C 1 августа 1941 года по 31 января 1944 года деревня находилась в оккупации.
С 1961 года, в составе Сланцевского района.
С 1963 года, в составе Лужского района.
В 1965 году население деревни Ставотино составляло 120 человек.
По данным 1966, 1973 и 1990 годов деревня Ставотино также входила в состав Рельского сельсовета Лужского района.
В 1997 году в деревне Ставотино Рельской волости проживали 93 человека, в 2002 году — 74 человека (русские — 97 %).
В 2007 году в деревне Ставотино Осьминского СП проживали 48 человек.

## География
Деревня расположена в северо-западной части района на автодороге 41К-673 (Рель — Николаевское).
Расстояние до административного центра поселения — 7 км.
Расстояние до ближайшей железнодорожной станции Молосковицы — 83 км.
Деревня находится к югу от Залустежского озера.

## Демография
| 1838 | 1862 | 1928 | 1965 | 1997 | 2007 | 2010 |
| ---- | ---- | ---- | ---- | ---- | ---- | ---- |
| 325  | ↗344 | ↗577 | ↘120 | ↘93  | ↘73  | ↘54  |
| 2017 |      |      |      |      |      |      |
| ↘46  |      |      |      |      |      |      |

## Достопримечательности
- Деревянная часовня во имя Вознесения Господня, постройки второй половины XIX века
- Здание бывшей деревенской школы 1928 года постройки
- Хлебозапасный магазин 1903 года постройки[19].

## Улицы
Весёлый переулок, Долгая.